# Rene SG
Rene SG was een rockband uit Amsterdam, die bestond van 2004 tot 2018.

## Biografie
De band werd begin 2004 opgericht door zanger/gitarist Rene Kaptijn, die studeerde aan de Rietveld Academie in Amsterdam. Na enige bezettingswisselingen bestond de band in 2005 uit de stabiele bezetting van Kaptijn, drummer RJ SG en de Zweedse bassist Kalle Mattsson. Hun debuutplaat Rene SG werd geproduceerd door lo fi producer Guy Tavares en werd uitgegeven door  Langweiligkeit Records. Kort na het verschijnen van de plaat stapte Mattsson uit de band. Hij werd vervangen door Niels Turk.
In deze bezetting nam de band in 2007 hun tweede plaat Rene SG 2 op met metalproducer Berthus Westerhuis (bekend als producer van 16 Down en God Dethroned). Deze plaat, met cover art door Mattsson, is wederom uitgegeven door  Langweiligkeit Records en wordt gedistribueerd door Sonic Rendezvous. De plaat kreeg lovende recensies. In het voorjaar van 2008 verscheen er een videoclip van Hellride en in het najaar van Let's Go Ajax, beiden afkomstig van Rene SG 2. De laatste werd gemaakt door Ondergrond TV van Het Parool en trok veel bekijks op YouTube.
Een live-registratie met meer dan 40 Rene SG-nummers werd eind 2008 uitgebracht op dvd onder de naam Party Hardy. Ter promotie daarvan werd begin 2009 door Quins Bronsdijk een videoclip gemaakt van Party Hardy-track I Don't Give A Fuck. In het voorjaar van 2009 verliet Niels Turk de band, hij werd vervangen door Jacob 'El Hombre Mostacho' Bosma. Vooruitlopend op de derde cd van Rene SG verscheen in de herfst van 2009 de single Arty Farty Bullshit online. Daarna werd met producer Igor Wouters Speedcola opgenomen. Deze cd kwam begin 2010 uit op Langweiligkeit Records/ Sonic Rendezvous.
Vanaf Speedcola maakte de band ook nummers die langer duren dan een minuut, te horen op het vierde album Hell Yeah! opgenomen in 2016 met Hans Pieters (The Apers, After Forever, Sinister) en uitgegeven in 2017 door Marista Records. In 2018 verscheen de vinyl-EP Fucko op het Zwitserse Monster Zero Records en geldt deels als een Best Of-compilatie en deels als een heruitgave van het debuut Rene SG uit 2006, aangevuld met het nieuwe nummer Fucko. Dit was de laatste uitgave van de band, die in 2018 werd opgeheven.
Rene SG was bekend om hun extreem korte en intense blitzkrieg speedrock optredens. De nummers duurden meestal rond de 60 seconden waarbij de teksten waren teruggebracht tot  rock-’n-roll yells als ‘Fuck You’ en ‘Go To Hell’. Er werden referenties gemaakt naar The Ramones, Peter Pan Speedrock, maar bijvoorbeeld ook Piet Mondriaan. De band verzorgde meer dan 350 optredens in Nederland, België, Duitsland, Frankrijk en Zweden.
Na het uiteengaan van Rene SG pakte zanger/gitarist Rene Kaptijn het tekenen en schilderen weer op onder de naam Rene R.D. (raw drawings), waarmee hij ruw getekende en geschilderde werken exposeert waarin de teksten van Rene SG zoals This Sucks, Go To Hell en Hell Yeah terugkeren in een 'speedart'-stijl.

## Discografie

### Albums
- Rene SG (2006, Langweiligkeit Records)
- Rene SG 2 (2007, Langweiligkeit Records/ Sonic Rendezvous)
- Speedcola (2010,Langweiligkeit Records/ Sonic Rendezvous)
- Hell Yeah! (2017, Marista Records)

### Singles
- Arty Farty Bullshit (2009, online release)
- Hell Yeah! (2016, Marista Records, cd-single)
- Fucko (2018, Monster Zero Records, 7" vinyl EP)

### Dvd
- Party Hardy (2008, Langweiligkeit Records)